# Pierre Micoulin
Pierre Micoulin, né le 31 mars 1768 à Marseille et mort dans la même ville le 24 mai 1834, est un journaliste et révolutionnaire français.

## Biographie
D'abord clerc de procureur, il fonde avec Alexandre Ricord Le journal des départements méridionaux et des amis de la Constitution dont le premier numéro parait le 6 mars 1792. Il s'agit d'une feuille in-quarto tri-hebdomadaire dont la parution durera jusqu'au 7 mai 1793. C'est  en fait l'organe non officiel de la Société des amis de la Constitution, dit Club de la rue Thubaneau, et il s'adresse aux artisans, aux cultivateurs et aux ouvriers qui forment la partie la plus vertueuse de la Nation. 
Ce journal est essentiellement connu pour avoir été le premier à publier la Marseillaise. En effet dès le lendemain du fameux banquet tenu chez un traiteur de la rue Thubaneau où François Mireur chanta la Marseillaise, le journal des départements méridionaux daté du 23 juin 1792 donne sur sa seconde colonne de sa quatrième et dernière page le texte du Chant de guerre aux armées des frontières sur l'air de Sarguines.
Déféré en mai 1793 devant le tribunal révolutionnaire créé par les sections, Pierre Micoulin restera emprisonné pendant toute la période fédéraliste.
Il est libéré à la suite de la reprise de Marseille par l'armée du général Carteaux le 25 août 1793. Le 24 janvier 1794 (17 nivôse an II), les représentants en mission Fréron et Barras prennent un certain nombre de mesures pour extirper le fédéralisme de la ville : Marseille s'appellera désormais « Sans Nom » et un certain nombre de bâtiments où les sections ont siégé sont voués à la destruction (église des Accoules et Saint Ferréol, salle des concerts, Hôtel de Ville). Nommé président de la commission municipale, Micoulin parvient à sauver l'Hôtel de Ville de la démolition en suppliant Augustin Robespierre, Christophe Saliceti et Jean François Ricord d'intervenir auprès de Fréron.
Il sera destitué par Maignet qui remplace Barras et Fréron et redonne à Marseille son nom originel le 12 février 1794 (24 pluviôse an II).
Lors de son retour à Marseille pour mater la contre-révolution royaliste, Fréron le nomme, le 14 novembre 1795, membre de la municipalité provisoire, puis président le 16, enfin membre de la municipalité du Nord et commissaire du Directoire auprès du bureau central de la Commune de Marseille ce qu'il restera jusqu'en juillet 1800. Il est membre de l’administration du département après Fructidor (1797-1798) et le 4 avril 1799 du Lycée des arts, qui a remplacé l'Académie. Il se retire de la vie publique au début du Consulat.